# Terza generazione (film)
Terza generazione (Looking for Alibrandi) è un film australiano del 2000 diretto da Kate Woods.
Il film è l'adattamento del romanzo Looking for Alibrandi di Melina Marchetta, che ha partecipato al film in qualità di sceneggiatore.

## Trama
Sydney. Josie Alibrandi è una adolescente australiana diciassettenne di origini italiane. Josie vive con la madre Christina e la nonna Katia. La madre di Josie, Christina, è nubile: rimasta incinta di Josie all'età di 17 anni, ha cresciuto la bambina contro il volere del proprio padre e senza l'aiuto del genitore di Josie il quale peraltro è andato via da Sydney e ignora di essere diventato padre. Josie si sente australiana e mostra insofferenza per le tradizioni italiane osservate dai parenti, in particolare dalla nonna Katia.
Josie frequenta l'ultimo anno della scuola superiore in un esclusivo istituto cattolico di Sydney a cui la ragazza ha accesso grazie a una borsa di studio. Le divisioni sociali fra gli studenti sono molto forti: Josie frequenta soprattutto due amiche anch'esse di origine italiana, mentre sopporta a fatica l'atteggiamento razzista di Carly Bishop, una sua compagna di scuola snob e appartenente a una famiglia facoltosa. Josie deve affrontare e superare gravi problemi con i suoi coetanei (per esempio, il suicidio di un amico) e con i suoi familiari. Conosce il proprio padre, col quale instaura un ottimo rapporto, e accetta infine serenamente anche le vicende e le tradizioni italiane dei propri familiari.